# Cantonul Saint-Médard-en-Jalles
Cantonul Saint-Médard-en-Jalles este un canton din arondismentul Bordeaux, departamentul Gironde, regiunea Aquitania, Franța.

## Comune
- Le Haillan
- Saint-Aubin-de-Médoc
- Saint-Médard-en-Jalles (reședință)
- Le Taillan-Médoc